# قورباغه سمی طلایی
قورباغه سمی طلایی با نام علمی (Phyllobates terribilis)، همچنین به عنوان قورباغه نیزه طلایی یا قورباغه تیری سمی طلایی شناخته می‌شود، یک قورباغه سمی است که در جنگل‌های بارانی کلمبیا موجود است. قورباغه سمی طلایی به دلیل تخریب زیستگاه در محدوده طبیعی محدود خود در معرض خطر انقراض قرار گرفته است. این قورباغه علیرغم اندازه کوچکش سمی ترین گونه جانوری موجود در این سیاره محسوب می شود.

## توضیحات
قورباغه سمی طلایی بزرگترین گونه از خانواده قورباغه نیزه سمی است و در بزرگسالی می تواند به وزن نزدیک به 30 گرم با طول 6 سانتی متر برسد.ماده ها معمولاً بزرگتر از نرها هستند.قورباغه های بالغ رنگ روشن دارند، در حالی که قورباغه های جوان عمدتاً بدن سیاه و سفید با دو نوار زرد طلایی در امتداد پشت خود دارند. سیاهی با بالغ شدن محو می شود و در حدود 18 هفتگی قورباغه کاملاً رنگی می شود.الگوی رنگی قورباغه آپوسماتیک است (رنگی برای هشدار به شکارچیان در مورد سمیت آن).قورباغه های سمی طلایی علیرغم نام رایجشان، در چهار نوع رنگ اصلی یا شکل ظاهر می شوند:

### ویرایش زرد
زرد دلیلی است که Phyllobates terribilis نام رایج قورباغه سمی طلایی را دارد. رنگ این قورباغه ها می تواند زرد کم رنگ تا زرد طلایی باشد. نمونه‌های زرد Phyllobates terribilis در Quebrada Guangui، کلمبیا یافت می‌شوند.

### ویرایش نعناع سبز
نعناع سبز بزرگترین شکل Phyllobates terribilis در مناطق La Brea و La Sirpa در کلمبیا وجود دارد. با وجود نام "سبز نعنایی"، این قورباغه ها می توانند سبز فلزی، سبز کم رنگ یا سفید باشند.

### ویرایش نارنجی
نمونه‌های نارنجی از Phyllobates terribilis در کلمبیا نیز وجود دارد. آنها به رنگ نارنجی متالیک یا زرد-نارنجی، با شدت های متفاوت، تمایل دارند. مشاهده شده است که آنها در نزدیکی نمونه های زرد در Quebrada Guangui، کلمبیا زندگی می کنند، و مشخص نیست که تا چه حد این یک زیرجمعیت فردی یا محلی متمایز از شکل زرد را نشان می دهد.

### ویرایش نارنجی پا سیاه
نارنجی پا سیاه یک گونه پرورشی اسیر توسط Tesoros de Colombia است، یک شرکت کلمبیایی که هدف آن کاهش شکار غیرقانونی قورباغه های نیزه وحشی با پرورش گونه های کمیاب و کاهش تجارت حیوانات خانگی با حیوانات کم هزینه است تا ارزش نمونه های وحشی برای شکارچیان را کاهش دهد.این شکل به رنگ زرد طلایی تا نارنجی پررنگ است. آنها دارای علائم تیره روی پاها، گلو، دریچه هوا، و کفل هستند که از مشکی مشخص تا خاکستری کم رنگ یا خالدار است.شکل‌های رنگی Phyllobates terribilis رنگ زرد،سبز نعنایی،نارنجی پا سیاه و نارنجی هستند

## زهر
قورباغه سمی طلایی یکی از سمی ترین حیوانات روی کره زمین است. این قورباغه ها به عنوان دفاعی در برابر شکارچیان، آلکالوئیدهای کشنده باتراکوتوکسین ها را در غدد پوست خود تولید می کنند.برای مسموم شدن، یک شکارچی معمولاً باید سعی کند قورباغه را مصرف کند، اگرچه این گونه آنقدر سمی است که حتی لمس کردن یک قورباغه می تواند خطرناک باشد.این سم فوق العاده کشنده بسیار نادر است. Batrachotoxin فقط در سه قورباغه سمی از کلمبیا (همه جنس Phyllobates)، چند پرنده از پاپوآ گینه نو و چهار سوسک پاپوآ از جنس Choresine در خانواده Melyridae یافت می‌شود.باتراکوتوکسین بر کانال‌های سدیم سلول‌های عصبی تأثیر می‌گذارد. در حالی که ناشناخته است که چگونه قورباغه از مسمومیت خود جلوگیری می کند، گونه های دیگر قورباغه های سمی نشان داده اند که پروتئین "اسفنج سمی" را در پلاسمای خون، اندام های داخلی و ماهیچه بیان می کنند که سم را به گونه ای متصل می کند که از خود مسمومیت جلوگیری می کند.

ساختار شیمیایی باتراکوتوکسین

باتراکوتوکسین به کانال‌های سدیم سلول‌های عصبی متصل می‌شود و به‌طور غیرقابل برگشتی باز می‌شود و عضلات را در حالت انقباض غیرفعال رها می‌کند، که می‌تواند منجر به فلج، فیبریلاسیون قلب، نارسایی قلبی و مرگ شود.میانگین دوز حمل شده بین مکان ها و در نتیجه رژیم غذایی محلی متفاوت است، اما میانگین قورباغه سمی طلایی وحشی معمولاً حاوی حدود یک میلی گرم سم است که برای کشتن بین 10 تا 20 انسان یا حداکثر دو فیل گاو نر آفریقایی کافی است.نشان داده شده است که دوزهای کوچکتر باعث تشنج، ترشح بزاق، انقباضات عضلانی، تنگی نفس و مرگ در موش می شود.تخمین می زنند که دوز کشنده برای انسان بین 2.0 تا 7.5 میکروگرم است